# Владимировка (район імені Лазо)
Влади́мировка (рос. Владимировка) — село у складі району імені Лазо Хабаровського краю, Росія. Входить до складу Кругликовського сільського поселення.

## Населення
Населення — 144 особи (2010; 151 у 2002).
Національний склад (станом на 2002 рік):
- росіяни — 84 %